# ماري هاس
ماري هاس (بالإنجليزية: Mary Haas)‏ هي لغوية أمريكية، ولدت في 12 يناير 1910 في ريتشموند في الولايات المتحدة، وتوفيت في 17 مايو 1996 في ألاميدا في الولايات المتحدة.

## وصلات خارجية
- ماري هاس على موقع الموسوعة البريطانية (الإنجليزية)